# Copeland (motorfiets)

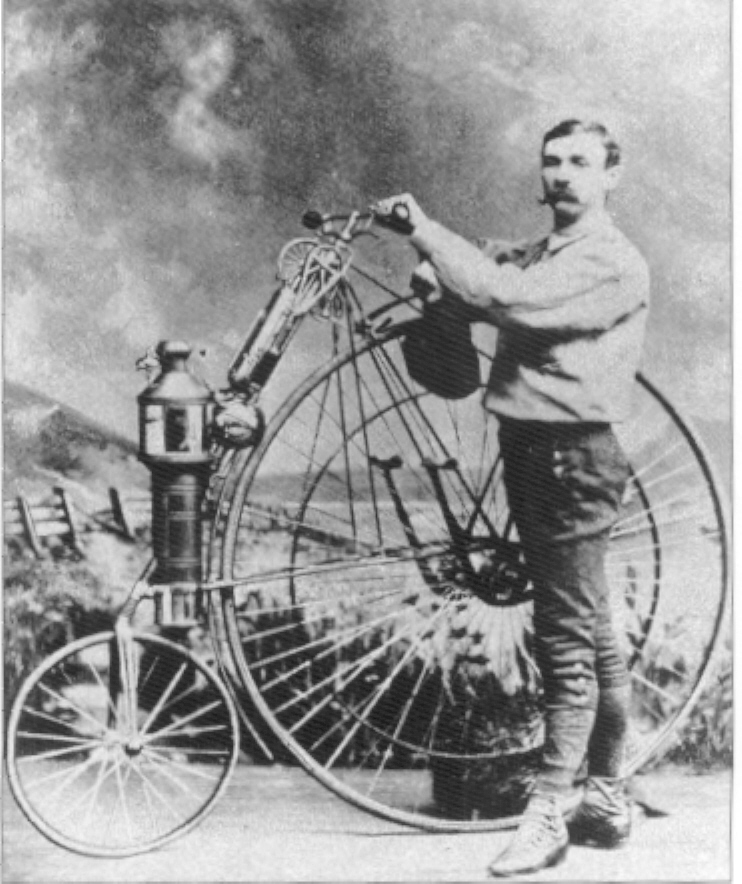
Copeland stoommotorfiets uit 1884

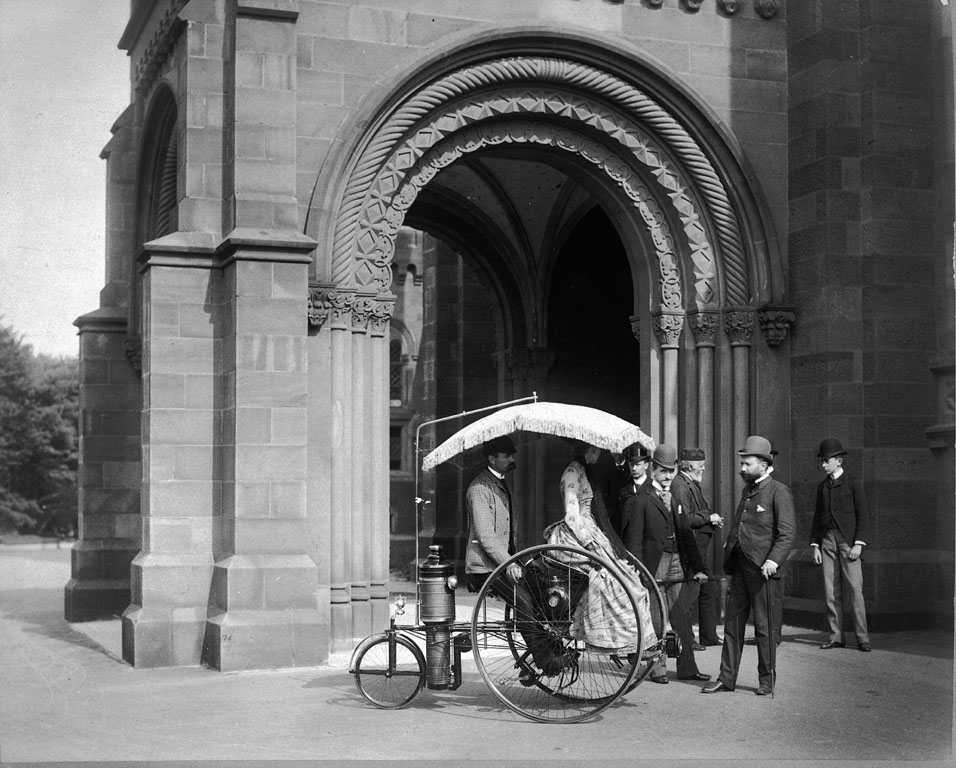
Copeland demonstreert zijn Phaeton Moto-Cycle met Frances Benjamin Johnston als passagiere voor de deur van het Smithsonian Instituut in 1888. Op de achtergrond zijn partner Sandford Northrop en E.H. Hawley, W.H. Travis en J. Elfreth Watkins van het Instituut

Copeland is een historisch merk van stoommotorfietsen.
Lucius Copeland uit Phoenix (Arizona) presenteerde in 1884 zijn door een stoommachine aangedreven Star velocipede. In feite was dit niet eens zijn eerste product, want hij had al in 1881 geëxperimenteerd met een stoommachine op een Columbia-fiets. Met de Star bezocht hij diverse shows en trad zelfs op in het P.T. Barnum Circus! De stoommachine kon een mijl in 4 minuten rijden en voldoende stoom leveren om een uur te rijden. De machine verdween van het toneel toen Copeland zich ging richten op drie- en vierwielige stoomvoertuigen. De originele stoommachine is in het bezit van de Amerikaan Peter Cagan, die ook een originele Star-velocipede op de kop wist te tikken en dus bezig is met de reconstructie van deze machine.
In 1887 richtte Copeland samen met Sandford Northrop de Northrop Manufacturing Co. op in Camden (New Jersey). Daar produceerde hij ca. 200 exemplaren van de Phaeton 'Moto-Cycle', een tricycle met stoomaandrijving. Deze machine demonstreerde hij in 1888 bij het Smithsonian Instituut in Washington D.C.. 